# استان سن رومن
استان سن رومن (به اسپانیایی: Provincia de San Román) یک استان در پرو است که در منطقه پونو واقع شده‌است. استان سن رومن ۲٬۲۷۷٫۶۳ کیلومتر مربع مساحت و ۳۰۷٬۴۱۷ نفر جمعیت دارد و ۳٬۸۲۴ متر بالاتر از سطح دریا واقع شده‌است.
در این استان ۶۱٫۵۲٪ مردم به زبان اسپانیایی، ۲۹٫۸۰٪ به زبان‌های کچوا و ۸٫۵۳٪ به زبان آیمارا صحبت می‌کنند..